# Darsena metróállomás
Darsena egy metróállomás Olaszországban, Genova városában a Genovai metró 1-es vonalán.

## Nevezetességek a közelben
| Név                                              | Típus                          | Koordináta                                               | Kép |
| ------------------------------------------------ | ------------------------------ | -------------------------------------------------------- | --- |
| Basilica della Santissima Annunziata del Vastato | bazilika                       | é. sz. 44,414167°, k. h. 8,928333°44.414167°N 8.928333°E |     |
| Durazzo-Pallavicini Palace                       | palota                         | é. sz. 44,41440°, k. h. 8,92761°44.414400°N 8.927610°E   |     |
| Royal Palace of Genoa                            | nemzeti múzeum ingatlan palota | é. sz. 44,414913°, k. h. 8,926160°44.414913°N 8.926160°E |     |
| San Filippo Neri                                 | templom                        | é. sz. 44,412975°, k. h. 8,929208°44.412975°N 8.929208°E |     |
| San Sisto                                        | templom                        | é. sz. 44,41388°, k. h. 8,92590°44.413880°N 8.925900°E   |     |
| Santi Vittore e Carlo                            | templom ingatlan               | é. sz. 44,415200°, k. h. 8,925706°44.415200°N 8.925706°E |     |
| Via Balbi                                        | utca                           | é. sz. 44,41500°, k. h. 8,92626°44.415000°N 8.926260°E   |     |

## Kapcsolódó állomások
A metróállomáshoz az alábbi állomások vannak a legközelebb:
- San Giorgio (Brignole, Genoa Metro)
- Principe (Brin, Genoa Metro)